# 19. rozdanie nagród Złotych Malin
Złote Maliny przyznane za rok 1998
| Kategoria                      | Dla | Za                                           |
| ------------------------------ | --- | -------------------------------------------- |
| Najgorszy film                 | Ben Myron                                                                                                 | Spalić Hollywood                             |
| Najgorszy film                 | Jerry Bruckheimer, Gale Anne Hurd, Michael Bay                                                            | Armageddon                                   |
| Najgorszy film                 | Jerry Weintraub                                                                                           | Rewolwer i melonik                           |
| Najgorszy film                 | Dean Devlin                                                                                               | Godzilla                                     |
| Najgorszy film                 | Uri Fruchtmann, Barnaby Thompson                                                                          | Spice World                                  |
| Najgorszy remake/sequel        | Dean Devlin Gus Van Sant, Brian Grazer Jerry Weintraub                                                    | Godzilla Psychol Rewolwer i melonik          |
| Najgorszy remake/sequel        | Carla Fry, Akiva Goldsman, Stephen Hopkins, Mark W. Koch                                                  | Zagubieni w kosmosie                         |
| Najgorszy remake/sequel        | Martin Brest                                                                                              | Joe Black                                    |
| Najgorszy aktor                | Bruce Willis                                                                                              | Armageddon Kod Merkury Stan oblężenia        |
| Najgorszy aktor                | Ralph Fiennes                                                                                             | Rewolwer i melonik                           |
| Najgorszy aktor                | Ryan O’Neal                                                                                               | Spalić Hollywood                             |
| Najgorszy aktor                | Ryan Phillippe                                                                                            | Klub 54                                      |
| Najgorszy aktor                | Adam Sandler                                                                                              | Kariera frajera                              |
| Najgorsza aktorka              | Spice Girls                                                                                               | Spice World                                  |
| Najgorsza aktorka              | Yasmine Bleeth                                                                                            | Bejsbolo-kosz                                |
| Najgorsza aktorka              | Anne Heche                                                                                                | Psychol                                      |
| Najgorsza aktorka              | Jessica Lange                                                                                             | Zaborcza miłość                              |
| Najgorsza aktorka              | Uma Thurman                                                                                               | Rewolwer i melonik                           |
| Najgorszy duet aktorski        | Leonardo DiCaprio i Leonardo DiCaprio                                                                     | Człowiek z żelaznej masce                    |
| Najgorszy duet aktorski        | każda para dwóch osób grających samych siebie                                                             | Spalić Hollywood                             |
| Najgorszy duet aktorski        | Ben Affleck i Liv Tyler                                                                                   | Armageddon                                   |
| Najgorszy duet aktorski        | Ralph Fiennes i Uma Thurman                                                                               | Rewolwer i melonik                           |
| Najgorszy duet aktorski        | każda para postaci, części ciała lub akcesoriów mody                                                      | Spice World                                  |
| Najgorszy aktor drugoplanowy   | Joe Eszterhas                                                                                             | Spalić Hollywood                             |
| Najgorszy aktor drugoplanowy   | Sean Connery                                                                                              | Rewolwer i melonik                           |
| Najgorszy aktor drugoplanowy   | Roger Moore                                                                                               | Spice World                                  |
| Najgorszy aktor drugoplanowy   | Joe Pesci                                                                                                 | Zabójcza broń 4                              |
| Najgorszy aktor drugoplanowy   | Sylvester Stallone                                                                                        | Spalić Hollywood                             |
| Najgorsza aktorka drugoplanowa | Maria Pitillo                                                                                             | Godzilla                                     |
| Najgorsza aktorka drugoplanowa | Ellen Albertini Dow                                                                                       | Klub 54                                      |
| Najgorsza aktorka drugoplanowa | Jenny McCarthy                                                                                            | Bejsbolo-kosz                                |
| Najgorsza aktorka drugoplanowa | Liv Tyler                                                                                                 | Armageddon                                   |
| Najgorsza aktorka drugoplanowa | Raquel Welch                                                                                              | Chairman of the Board                        |
| Najgorsza reżyseria            | Gus Van Sant                                                                                              | Psychol                                      |
| Najgorsza reżyseria            | Alan Smithee, Arthur Hiller                                                                               | Spalić Hollywood                             |
| Najgorsza reżyseria            | Michael Bay                                                                                               | Armageddon                                   |
| Najgorsza reżyseria            | Jeremiah S. Chechik                                                                                       | Rewolwer i melonik                           |
| Najgorsza reżyseria            | Roland Emmerich                                                                                           | Godzilla                                     |
| Najgorszy scenariusz           | Joe Eszterhas                                                                                             | Spalić Hollywood                             |
| Najgorszy scenariusz           | Jonathan Hensleigh, J.J. Abrams                                                                           | Armageddon                                   |
| Najgorszy scenariusz           | Don MacPherson                                                                                            | Rewolwer i melonik                           |
| Najgorszy scenariusz           | Dean Devlin, Roland Emmerich                                                                              | Godzilla                                     |
| Najgorszy scenariusz           | Kim Fuller                                                                                                | Spice World                                  |
| Najgorszy debiut aktorski      | Joe Eszterhas Jerry Springer                                                                              | Spalić Hollywood Ringmaster                  |
| Najgorszy debiut aktorski      | „Barney”                                                                                                  | Wielka przygoda Barneya                      |
| Najgorszy debiut aktorski      | Scott 'Carrot Top' Thompson                                                                               | Chairman of the Board                        |
| Najgorszy debiut aktorski      | Spice Girls                                                                                               | Spice World                                  |
| Najgorsza piosenka             | Joe Eszterhas i Gary G. Wiz                                                                               | „I Wanna Be Mike Ovitz!” z Spalić Hollywood  |
| Najgorsza piosenka             | Diane Warren                                                                                              | „I Don’t Want to Miss a Thing” z Armageddon  |
| Najgorsza piosenka             | Bruce Woolley, Chris Elliott, Marius De Vries, Betsy Cook, Andy Caine                                     | „Storm” z Rewolwer i melonik                 |
| Najgorsza piosenka             | Jerry Herman, Jono Manson                                                                                 | „Barney, The Song” z Wielka przygoda Barneya |
| Najgorsza piosenka             | Melanie Brown, Emma Bunton, Melanie Chisholm, Geri Halliwell, Victoria Beckham, Andy Watkins, Paul Wilson | „Too Much” z Spice World                     |